# Mohamed-Kébir Békri
Mohamed-Kébir Békri, né le 1er janvier 1921 à Mecheria et décédé le 26 février 2013 à Rouen, est un homme politique français et député de l'Algérie française.